# Hugo Alcântara
Hugo da Silva Alcântara (Cuiabá, 28 luglio 1979) è un ex calciatore brasiliano, di ruolo difensore.

## Carriera

### Club
Durante la sua carriera ha giocato con varie squadre di club, tra cui con il Cluj, in cui ha militato nella stagione 2009-2010 per poi trasferirsi in Giappone.

## Palmarès

### Club

#### Competizioni nazionali
- Supercoppa di Romania: 2

CFR Cluj: 2009, 2010
- Campionato rumeno: 1

CFR Cluj: 2009-2010
- Coppa di Romania: 1

CFR Cluj: 2009-2010